# Potamogeton punense
Potamogeton punense là một loài thực vật có hoa trong họ Potamogetonaceae. Loài này được A. Galán miêu tả khoa học đầu tiên năm 1988.